# Myriola
Myriola es un género de himenópteros apócritos de los bracónidos. Contiene las siguientes especies:

## Especies
- Myriola arida	Tobias, 1966
- Myriola fernlae	Tobias, 1961
- Myriola gussakovskii	Shestakov, 1932
- Myriola magna	Tobias, 1966
- Myriola rudnikovi Perepetchajenko, 1994